# Iowa Film Critics Association
La Asociación de Críticos de Cine de Iowa (IFCA) es una asociación estadounidense de críticos de cine con sede en Iowa, Estados Unidos. Fue fundada en 2003.
Anualmente presenta los Premios de la Asociación de Críticos de Cine de Iowa (Premios IFCA), que reconocen las mejores películas del año.

## Categorías de premios
- Mejor película
- Mejor director
- Mejor actor
- Mejor actriz
- Mejor actor de reparto
- Mejor actriz de reparto
- Mejor película animada
- Mejor canción
- Mejor banda sonora
- Mejor documental